# Piper sannicolasense
Piper sannicolasense är en pepparväxtart som beskrevs av William Trelease. Piper sannicolasense ingår i släktet Piper och familjen pepparväxter. Inga underarter finns listade i Catalogue of Life.